# Adenocarpus viscosus
Espèce
Synonymes
- Adenocarpus anagyrus Spreng.[2] [1]
- Adenocarpus frankenioides DC.[2] [1]
- Genista viscosa Willd.[2] [1]

Statut de conservation UICN

 LC  : Préoccupation mineure
Adenocarpus viscosus est une espèce de plantes à fleurs de la famille des Fabaceae. Elle est endémique des îles Canaries (écorégion terrestre du WWF des forêts et forêts claires arides des îles Canaries) et plus précisément des zones d'altitude de La Palma et Tenerife. On la trouve au sein des forêts de pins des Canaries mais aussi au delà de la limite des arbres, étant en particulier une des espèces dominantes de la caldeira de las Cañadas.

## Liste des variétés et sous-espèces
Selon Tropicos (19 novembre 2019) (Attention liste brute contenant possiblement des synonymes) :
- Adenocarpus viscosus subsp. spartioides (Webb & Berthel.) Rivas Mart. & Belmonte
- Adenocarpus viscosus var. frankenioides (Choisy ex DC.) Webb & Berthel.
- Adenocarpus viscosus var. spartioides Webb & Berthel.